# Renfe série S-449
La Renfe série 449 est une suite d'automotrices électriques construites pour la Red Nacional de los Ferrocarriles Españoles (Renfe).

## Historique

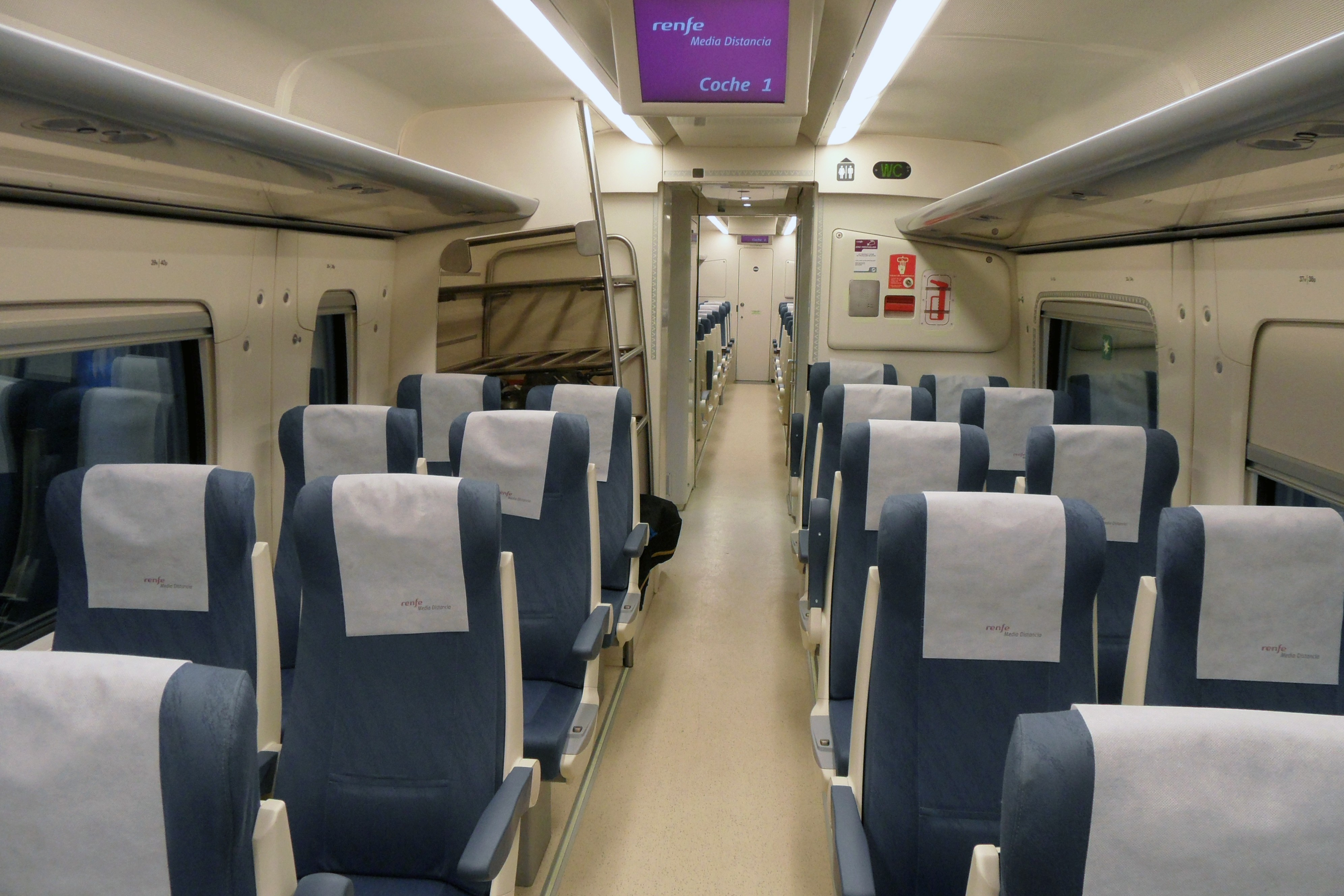
Intérieur de la rame.

La série est conçue et construite par CAF et motorisée par Mitsubishi. La rame comporte cinq caisses réparties sur six bogies. La voiture centrale dispose d'une porte et d'un compartiment à plancher bas destiné à l'accessibilité des personnes à mobilité réduite. Les places disponibles sont de 263 assises et 288 debout, portant la capacité maximale à 551 passagers. En unité multiple par 3, la rame peut transporter 1653 voyageurs.
Il devait exister deux sous-séries, une destinée aux trains sur voie large de 1,668 m (dite ibérique) et l'autre sur voie normale à 1,435 m. Dans l'infobox, les lignes à deux chiffres comprennent la voie large en premier. Les rames destinées à la voie normale (lignes à grande vitesse) sont destinées à rouler plus vite et sont plus lourdes. Finalement, toutes les rames ont été construites pour la voie large avec pré équipement pour adaptation rapide à la voie normale.